# Julian Grigorjewitsch Krein
Julian Grigorjewitsch Krein (russisch Юлиан Григорьевич Крейн, wiss. Transliteration Julian Grigor'evič Krejn; * 20. Februarjul. / 5. März 1913greg. in Moskau; † 28. Mai 1996 ebenda) war ein russischer Komponist, Pianist und Musikwissenschaftler.

## Leben und Werk
Julian Krein war Sohn von Grigori Krein (1879–1955), einem Komponisten jüdischer Abstammung, sowie Neffe des ebenfalls als Komponist hervorgetretenen Alexander Krein (1883–1951). Er begann bereits im Kindesalter zu komponieren und legte 1924 seine 1. Klaviersonate op.  7 vor, die auch von Heinrich Neuhaus aufgeführt wurde. Frühe Kompositionen erschienen unter anderem bei der Universal Edition. 1926 ging Krein mit seinem Vater auf eine längere Auslandsreise, zunächst nach Wien, wo ihn der Pianist Eduard Steuermann unterrichtete. Später erhielt er in Paris Kompositionsunterricht bei Paul Dukas an der École Normale, mit Abschluss 1932. Später kehrte Julian Krein in die Sowjetunion zurück und unterrichtete von 1934 bis 1937 am Moskauer Konservatorium. Krein trat auch häufig als Pianist auf und veröffentlichte ab den 1950er Jahren mehrere musikwissenschaftliche Schriften, so über Maurice Ravel, Claude Debussy und andere Musiker. Seine als Manuskript hinterlassenen Erinnerungen erschienen 2018 auch in deutscher Sprache als „Notizen aus meinem musikalischen Leben“.
Krein nahm in seinen Kompositionen Einflüsse Skrjabins, französischer Zeitgenossen wie auch jüdischer Volksmusik auf, später vermehrt auch russischer, usbekischer, jakutischer und kasachischer Folklore. Neben Soloklavierwerken und Kammermusik (darunter vier Streichquartette) finden sich in seinem Œuvre u. a. auch drei Klavierkonzerte, je eines für Cello und Violine sowie die Sinfonie „Arktisches Poème“.